# Gulf Gate
Gulf Gate ist  ein census-designated place (CDP) im Sarasota County im US-Bundesstaat Florida. Das U.S. Census Bureau hat bei der Volkszählung 2020 eine Einwohnerzahl von 7.340 ermittelt.

## Geographie
Gulf Gate liegt rund 5 km südöstlich von Sarasota sowie etwa 90 km südlich von Tampa. Der CDP wird vom Tamiami Trail (U.S. 41) sowie von der Florida State Road 72 tangiert bzw. durchquert.

## Demographische Daten
Laut der Volkszählung 2010 verteilten sich die damaligen 10.911 Einwohner auf 7.002 Haushalte. Die Bevölkerungsdichte lag bei 1558,7 Einw./km². 93,2 % der Bevölkerung bezeichneten sich als Weiße, 1,6 % als Afroamerikaner, 0,3 % als Indianer und 1,1 % als Asian Americans. 2,0 % gaben die Angehörigkeit zu einer anderen Ethnie und 1,7 % zu mehreren Ethnien an. 7,9 % der Bevölkerung bestand aus Hispanics oder Latinos.
Im Jahr 2010 lebten in 16,5 % aller Haushalte Kinder unter 18 Jahren sowie 44,3 % aller Haushalte Personen mit mindestens 65 Jahren. 45,7 % der Haushalte waren Familienhaushalte (bestehend aus verheirateten Paaren mit oder ohne Nachkommen bzw. einem Elternteil mit Nachkomme). Die durchschnittliche Größe eines Haushalts lag bei 16,5 Personen und die durchschnittliche Familiengröße bei 44,3 Personen.
15,4 % der Bevölkerung waren jünger als 20 Jahre, 19,6 % waren 20 bis 39 Jahre alt, 27,0 % waren 40 bis 59 Jahre alt und 38,1 % waren mindestens 60 Jahre alt. Das mittlere Alter betrug 52 Jahre. 45,6 % der Bevölkerung waren männlich und 54,4 % weiblich.
Das durchschnittliche Jahreseinkommen lag bei 40.351 $, dabei lebten 15,0 % der Bevölkerung unter der Armutsgrenze.
Im Jahr 2000 war Englisch die Muttersprache von 91,12 % der Bevölkerung, Spanisch sprachen 3,84 % und 5,04 % hatten eine andere Muttersprache.